# Levi R. Kelley
Levi Ray Kelley (* 26. Januar 1899 in Malone, New York; † 14. Februar 1967 Waterbury, Vermont) war ein US-amerikanischer Politiker, der von 1943 bis 1949 State Treasurer von Vermont und danach Treasurer der University of Vermont war.

## Leben
Levi R. Kelley wurde in Malone, New York im Jahr 1899 geboren. Im Jahr 1902 zog die Familie nach Montpelier, Vermont, wo er aufwuchs. Er beendete im Jahr 1917 die Montpelier High School und trat im selben Jahr der United States Army. Nach seinem Ausscheiden aus der Army arbeitete er für die Montpelier and Wells River Railroad.
Als Mitglied der Republikanischen Partei war er ab 1924 Mitarbeiter im Büro des State Treasurers von Vermont, wurde 1931 zum Stellvertretender Treasurer von Vermont ernannt und 1942 zum Treasurer von Vermont gewählt. Dieses Amt übte er von 1943 bis 1949 aus. Von diesem Amt trat er 1949 zurück um das Amt des Treasurers der University of Vermont zu übernehmen.
Levi R. Kelley war mit Ruth Marie Emery (1902–1990) verheiratet. Er starb am 14. Februar 1967. Sein Grab befindet sich auf dem Green Mount Cemetery in Montpelier.